# Lac Muscocho
Lac Muscocho är en sjö i Kanada.   Den ligger i regionen Nord-du-Québec och provinsen Québec, i den östra delen av landet, 500 km norr om huvudstaden Ottawa. Lac Muscocho ligger 364 meter över havet.
Trakten runt Lac Muscocho är nära nog obefolkad, med mindre än två invånare per kvadratkilometer.